# 便利貼

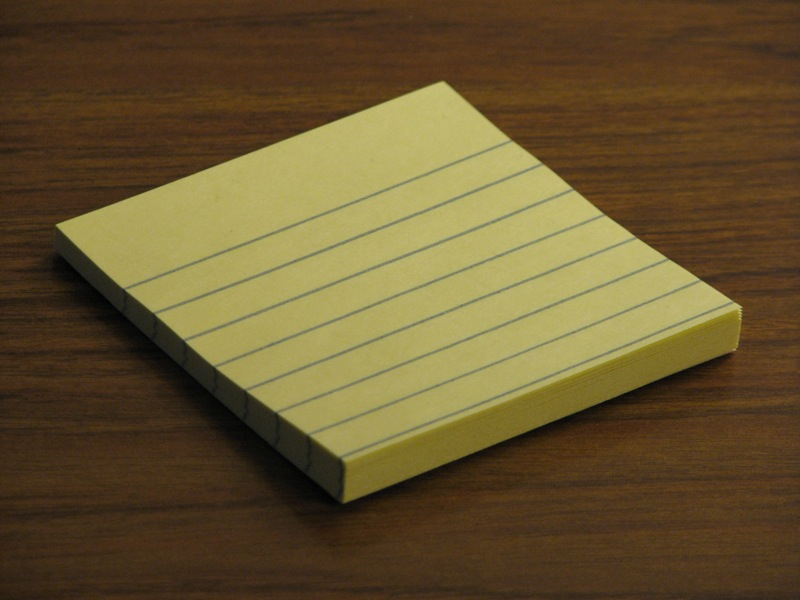
一叠便利贴

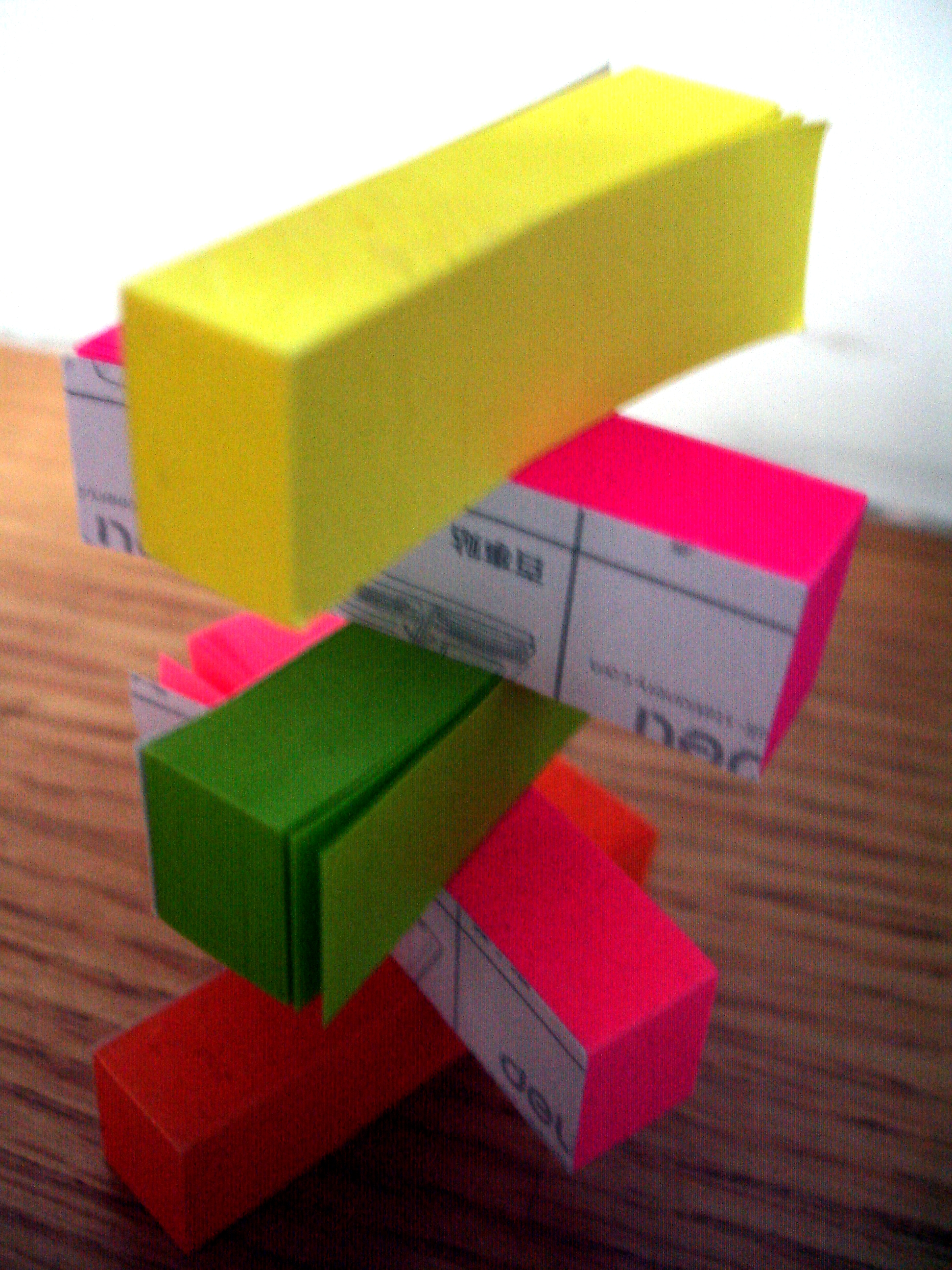
顔色便利貼

便利貼（sticky note），或稱便签纸、自黏性便條紙、自黏便箋、粘滞便笺、自粘便签、易事贴，一種文具用品，普通為正方形或長方形紙片，後來也有一些特殊形狀，但比較少見。背面上緣有膠，可以在正面書寫文字，並以背面貼附在文件、書籍、白板、桌面、電腦螢幕、家電用品或任何一種平坦的表面上，可重複貼附且不像膠帶、膠水在撕除時會傷到表面、留下殘膠。於1980年代由3M公司首先開始大量製造。
雖然3M公司擁有的專利已於1997年後失效，但及其中文商標名（於中國（內地）與香港，商標名為報事貼®；在台灣，商標名為利貼），還不是通用商標，3M公司仍然擁有商標權。台灣聚和國際也獨立研發了類似產品，名為N次貼（Stick'N）。

## 歷史

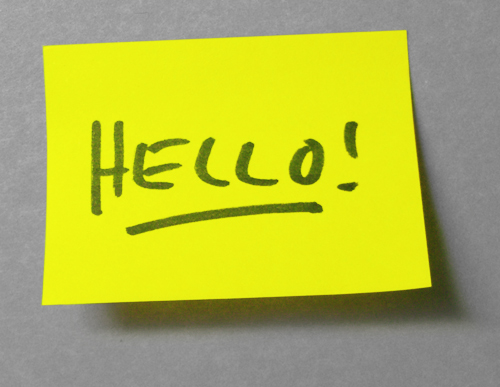
便利貼

1977年，3M將黏膠與紙條結合的首款便利贴制品作为商品小规模售卖；它的主要发明者是其职员Spencer Silver和Arthur Fry，或／及外部人员Alan Amron。3M后来改良上述产品，取得其黏膠的專利權，以及Post-it的商標權，在1980年于美國各地發售。
1987年，台灣聚和國際獨立開發出乳化聚合黏膠，用來製造類似商品，以N次貼為商標名，開始行銷。
1994年，3M在美國對聚和國際提起專利訴訟，並申請法院命令，禁止聚和國際的商品在美國販售。2000年，美國法院判決后者勝訴，可以在该国販售相關商品。
2022年，3M在全球的便利贴市场占最大份额（收入为总数的77.40/100），接着依次是聚和国际、4A Paper、得力、晨光等。

## 另見
- 備忘錄